# Tananarive (bande dessinée)
Tananarive est un album de Mark Eacersall pour le scénario, Sylvain Vallée pour le dessin et Delf pour les couleurs, publié en 2021 aux éditions Glénat. Il raconte l'aventure d'un notaire retraité qui va partir sur les routes en quête d'un héritier pour la succession d’un ami. L'album contient 114 planches en couleur.

## Album
- Tananarive ,  Glénat, 2021
Scénario :  Mark Eacersall - Dessin : Sylvain Vallée - Couleurs :  Delf -   (ISBN 9782344038390)

## Synopsis
Amédée Petit-Jean, vieil homme marié et notaire à la retraite, a comme voisin Jo (Joseph Seigneur), un ancien aventurier, aimant lui conter les nombreuses aventures de sa vie, depuis sa naissance à Tananarive. Amédée est fasciné par cet homme qui a passé sa vie à courir le monde. Au décès soudain de Jo, Amédée se met à déprimer. Régulièrement, Jo apparait dans ses rêves. Le Maire du village explique à Amédée que la succession potentielle est bloquée: pas de testament, pas de trace précise de Jo. Mais Amédée se souvient que Jo lui parlait d’un enfant à l’étranger. Par mémoire pour son ami, Amédée démarre sa vieille voiture Triumph et décide de partir à Charleville, lieu de naissance officiel de Jo. Jo l’accompagne, fantomatique, présent à ses cotés dans la voiture et lui parlant. Amédée découvre que Jo a été marié deux fois en France et commence à douter que toutes ses aventures étaient bien réelles. Amédée retrouve l’adresse d’une des épouses, Odette Auvray à Maubeuge. Il se rend sur place mais arrive trop tard, Odette est juste décédée. Il comprend qu’elle n’avait pas d’enfant. Amédée décide de ne pas rentrer chez lui le soir même et passe la nuit dans un hôtel minable, partageant sa chambre avec Jo. Le lendemain, les deux compagnons repartent en quête de la deuxième épouse de Jo, Jacqueline, vivant à Bruges. Leur discussion est tumultueuse mais Amédée comprend qu’elle non plus n’a pas eu d’enfant avec Jo. Dépité, Amédée rentre chez lui, peu réconforté par Françoise. Elle lui explique que Jo était un mythomane qui n’a jamais vraiment voyagé ni eu d’enfant. Agaçé, Amédée reprend sa Triumph et part à Lille au Palais de Justice. Sur le jugement de divorce, il apprend que Jo était représentant en aspirateur (une simple couverture selon Jo) et qu’il a divorcé après avoir été surpris avec Marie-Ange M’Bo, hôtesse dans un bar. Amédée se rend à Calais pour rencontrer cette femme. Elle ne réside plus dans la cité mais Amédée trouve la plus vieille résidente. Fan de série policière, elle lui confie que la jeune femme avait eu un enfant, qu’elle était fille-mère, que l’enfant s’appelait Jo. D’un bar, Amédée appelle Françoise qui lui dit ne jamais lui en avoir voulu de ne pas avoir eu d’enfant. Il va ensuite en boîte de nuit “L’Hades” pour essayer de retrouver sa trace, mais trop de temps a passé et les nouveaux occupants n’ont pas d’information. Amédée fait un malaise en sortant de la boîte et va à la pharamacie. Le pharmacien se souvient de Marie-Ange mais aussi qu’elle est morte renversée par une voiture juste devant sa pharmacie. Amédée rentre de nouveau chez lui et va fouiller la maison de Jo à la recherche d’indices. Il y trouve un livre “Le lion” de Joseph Kessel et, lisant la dédicace, comprend que Françoise avait une liaison avec Jo. Ils se disputent et Amédée repart à Lille à la recherche de l’enfant après que Françoise lui ait avoué que Jo avait un parent dans la légion. Les légionnaires le renvoient vers un certain Max à l’Amicale des Légionnaires. La rencontre se passe mal, les légionnaires ne le croient pas et le giflent. Amédée est désespéré, Jo le retrouve et le remercie et lui fait ses adieux. Amédée retourne au bar et reprend l’avantage, il obtient alors le renseignement sur le jeune métis, fils de Jo. Il le retrouve dans une communauté Emmaus. Au bord de la rivière ou il est assis, Amédée annonce la nouvelle du décès de son père au jeune Jo, non voyant.

## Personnages
- Amédée: personnage principal, ancien notaire, voisin et ami de Jo. Il décide de partir à la recherche d’un éventuel descendant de Jo lorsque celui-ci décède.
- Jo: voisin et ami de Amédée. Ancien grand aventurier, il l’accompagnera dans sa quête.
- Françoise: l’épouse d’Amédée
- Pinpin: Personnage de bande dessinée que Jo cite abondamment et qui lui sert de guide dans la vie.

## Analyse
A l’origine prévu comme scénario de film avec Jean-Pierre Marielle, l’histoire de Mark Eacersall est le road-trip d’un vieil homme  transcendant son quotidien pour une quête permettant de sortir de sa routine de retraité. Le voyage est plein d’humour et de délicatesse et comme le note C.L.Detournay: « Si les dialogues de Tananarive sont truculents, autant que les situations burlesques ou parfois un peu plus dramatiques qui sont présentées, c’est surtout dans les scènes muettes que l’on profite pleinement des personnages et du traitement de Sylvain vallée, car il compose alors véritablement avec tout le charme dégagé par l’ouvrage ».
Le style de dessin, entre caricature et réalisme est salué. Comme le note S. de Boysson: « Bien que légèrement caricaturés, ses personnages sont criants de vérité. La parfaite alchimie entre le scénario et le dessin se révèle dans les nombreuses et admirables pages sans paroles ». Il note aussi que cette histoire rappelle que ce n’est pas la distance qui fait l’aventure, mais dans notre capacité à nous émerveiller du monde qui nous entoure.
Tananarive est l’histoire d’une transition, d’une crise d’adolescence. Alors que la légende que voulait se forger Jo décoit au fur et à mesure, Amédée lui, monte en puissance, redouble d’audace, ose ce qu’il n’avait jamais osé. Comme l’écrit Laetitia Gayet dans sa critique: « L'aventurier finalement, c'est lui. "Tananarive" est de ces petits bijoux qu'il faut garder chez soi parce que c'est infiniment drôle et bien ficelé ». L’évolution des caractères va à l’encontre du physique attribué aux personnages dès le début: « La scène d'ouverture de la BD de Vallée et Eacersall présente les deux compères. Jo chemise jaune ouverte sur un torse velu, babouches aux pieds. Amédée, petit pull noir, polo blanc. Les deux hommes se font face. Jo donne l'impression d'avoir vécu 1 000 et une vies quand Amédée offre une allure pépère, de vie bien rangée ».
Le scénario est salué pour sa délicatesse et sa poésie. Pour le dessin, le coté mi-réaliste et mi-caricature est une force pour l’expressivité et la sensibilité des personnages. Comme le note D.Clausse: « Tananarive fait partie de ces BD qu’on n’a pas envie de lâcher une fois qu’on a commencé à la lire. Tout est en maîtrise, que ce soit le scénario très intelligemment construit, ou le dessin qui frôle la perfection ».
Mélange entre réalité et rêve, le héros voyage avec le fantôme de son ami et traverse des paysages combinant le nord de la France et la faune d’autres pays tropicaux. M.Natali écrit: « le dessinateur offre une magnifique composition graphique au découpage cinématographique qui fonctionne terriblement bien et que subliment les couleurs de Delf. Croqués avec vivacité, les nombreux protagonistes possèdent une vraie présence et sonnent juste ».
L’aventure vécue par Amédée est dépaysante et réjouissante. Le contraste entre ce personnage et son enquête font de cette bande dessinée un livre émouvant et au ton cinématographique. Comme le souligne Jean-Laurent Truc: « Qu’on ne parle pas de roman graphique pour Tananarive mais d’une belle, splendide, émouvante bande dessinée BD au ton très cinématographique (Marielle dans le rôle de Seigneur aurait été un bonheur, Blier dans celui d’Amédée), au dessin de comédie dramatique superbe par un Vallée au plus haut. Un album précieux qui fait du bien et enchante du début à la fin ».
Le livre est une histoire d’amitié, même si leurs plus grands moments sont vécus après le décès de l’un des deux. Comme chroniqué par A.Seny : « C’est ainsi qu’Eacersall et Vallée partent d’un deuil pour aller de l’avant et livrer  une renaissance et tout de même un buddy-movie assez réjouissant, entre hallucinations et joutes verbales, rencontres improbables ».